# The Brightlights
The Brightlights är ett brittiskt indierockband från Grimsby, bildat 2005. Deras debutsingel "Inspired By" släpptes 5 november 2007 och gick 11 november in som #2 på UK Indie Charts.